# باربارا وژشینسکا
باربارا وِژِشینسکا (لهستانی: Barbara Wrzesińska؛ زادهٔ ۱۵ ژانویهٔ ۱۹۳۸) بازیگر اهل لهستان است.
از فیلم‌ها یا برنامه‌های تلویزیونی که وی در آن نقش داشته‌است، می‌توان به کوپرنیک، طریق هستی، ساختار بلورها، پرستار کودک و عروسی اشاره کرد.